# Arnulf Øverland
Ole Peter Arnulf Øverland (27. april 1889 i Kristiansund-25. marts 1968 i Oslo) var en norsk forfatter, lyriker og riksmålsforkæmper.
Arnulf Øverland blev født i Kristiansund, men voksede op i fattige kår i Bergen og mistede tidligt sin far. Tolv år gammel flyttede han med moren og sine to brødre til Kristiania. I 1911 fik han tuberkulose og blev indlagt på Gjøsegaarden sanatorium i Kongsvinger. Samme år debuterede han som forfatter med lyriksamlingen Den ensomme fest.

## Politisk udvikling
Han blev central i det norske digtermiljø i mellemkrigstiden, særlig i kredsen omkring det kommunistiske tidsskrift Mot Dag, og han stillede sig meget kritisk til nazismen. Han forlod sit kommunistiske ståsted i løbet af 1930'erne på grund af Stalins politik i Sovjetunionen. I efterkrigstiden skrev han et utal artikler, avisindlæg og foredrag om de sovjetiske slavelejre, censuren og den politiske ufrihed østpå, og manede til forsvar mod den trussel mod verdensfreden, som sovjetregimet var kommet til at udgøre.

## Tiltalt for blasfemi
Arnulf Øverland var ateist og blev i 1933 tiltalt for blasfemi efter sit foredrag Kristendommen, den tiende landeplage i Studentersamfundet i Oslo 21. januar. Han blev anmeldt af Menighetsfakultetets professor Ole Hallesby. Øverland blev frifundet, og senere er ingen blevet tiltalt for blasfemi i Norge. I foredraget gik han kraftigt ud imod primært den katolske kirke, og kaldte nadveren "denne væmmelige, kannibalske magi".

## I KZ-lejr under besættelsen
Under anden verdenskrig skrev han en række kendte modstandsdigte. Han blev arresteret i 1941 og sat i Møllergaten 19 (politigården i Oslo), Grini og i 1942 Sachsenhausen, men overlevede. I Sachsenhausen havde han det først slemt på skiftarbejde ved en skofabrik; men senere havnede han sammen med blandt andre
Emil Stang i "stoppebanden", der stoppede strømper og vanter for tyskerne. De stoppede også strømper for medfangerne, og indrømmede da at gøre et helt anderledes solidt arbejde. Som nordboere slap de for at få hovedet barberet. I 1942 var madforsyningerne yderst slette, og en brødskorpe guld værd; men fra 1943 sørgede Røde Kors for madpakker, og Øverland delte med nyankomne. Han var det uforglemmelige højdepunkt juleaften 1943, da han iført den kolossale vinterfrakke, han havde byttet til sig, deklamerede sit digt Jul i Sachsenhausen for de andre fanger:
Et juletræ er tændt på galgebakken.
Vi sidder bænket ved vor suppeskål
og dufter stille af den sure kål,
og har det hyggeligt her i barakken.(...)
Nu har vi vasket vore suppekrus,
og vi la'r synke vore slidte næver,
mens vore længselssyge tanker svæver
om brændte grunde og forladte hus.
Det var vort hjem!
Og vore kære, hvordan går det dem?